# Qeri y Ketiv
Qeri (o Qere) y Ketiv, del arameo  קְרִי (qeri) o קְרֵי (qere o q're), que significa "lo que se lee", y כְּתִיב (ketiv o ketib, kethib, kethibh, kethiv),  que significa "lo que está escrito"), es un sistema de marcar diferencias entre el texto consonántico de la Biblia hebrea (el Ketiv) y lo que según la tradición de los escribas se lee (el Qeri).

## La tradición masoreta
Los rollos de la Torá utilizados en sinagogas para lecturas públicas únicamente contienen texto con Abyad hebreo, los cuales se han transmitidos por la tradición (únicamente con una limitada y ambigua indicación de vocales por medio de Matres lectionis). Sin embargo, en los códices del texto masorético de los siglos 9-10, además de otros manuscritos subsecuentes y ediciones publicadas del Tanaj, orientado al estudio personal, se añade al puro texto en Abyad hebreo puntos o símbolos diacríticos que representan las vocales, estos símbolos diacríticos se les denomina niqud נִיקּוּד, además de otros símbolos que los masoretas inventaron para indicar cómo debía de entonar y también algunas notas marginales que servían a varias funciones.
Aunque el texto consonántico base o abyad hebreo no fue alterado, algunas veces los masoretas preferían una lectura diferente a aquella que se encontraba en el texto pre-masorético. El Qeri/Ketiv representa un intento de los escribas masoréticos por mostrar, sin alterar el texto recibido en consonantes, que a su opinión es preferible una lectura diferente.

## Qeri perpetuum

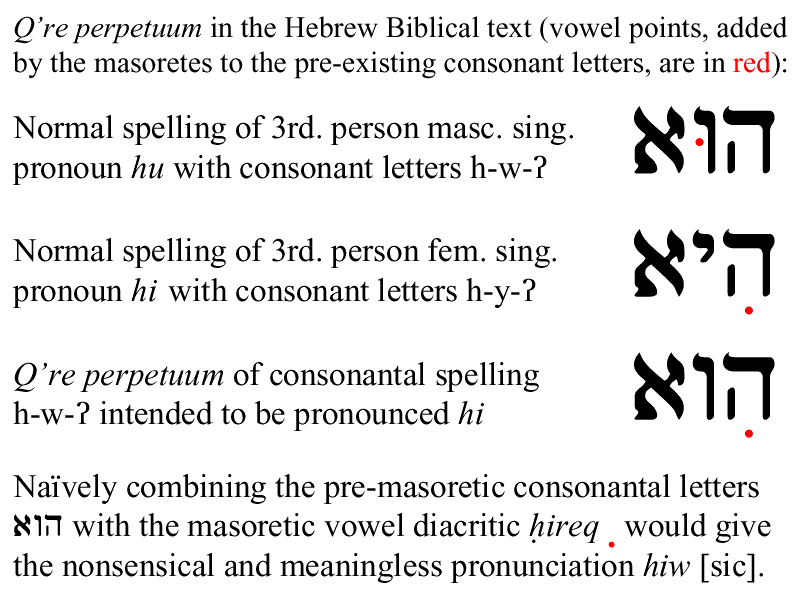
Qeri perpetuum del pronombre correspondiente a "ella" escrito como si fuese el correspondiente a "él"

El Qeri perpetuum (Qeri "perpetuo" ) difiere del Qeri ordinario en que no hay ningún indicador de nota y su correspondiente nota marginal — estos son ciertos casos que ocurren comúnmente del Qeri/Ketiv en los cuales se espera que el lector entienda que un Qeri existe simplemente al identificar los puntos correspondientes a las vocales de un Qeri en las consonantes de un Ketiv.
Por ejemplo, en el Pentateuco, el pronombre singular en tercera persona femenino היא h-ī-' muchísimas veces (120 veces en Deuteronomio) se escribe igual al pronombre singular masculino הוא hū. Los Masoretas señalaron esta situación agregando el símbolo diacrítico (niqud o punto) que corresponde a la letra [i] a la grafía únicamente con consonantes pre-masorética הוא h-w-' (ver diagrama). La ortografía resultante pareciera indicar la pronunciación hiw, pero esto no tiene sentido en hebreo bíblico y un lector entendido del texto bíblico sabría que debe leer el pronombre femenino hī en su lugar.
Generalmente se sostiene que «Yehowah» (en latín «Iehovah») es una forma pseudo-hebrea que fue erróneamente creada cuando los eruditos cristianos medievales o del renacimiento no comprendieron el común Qeri Perpetuum con los puntos de las vocales de Adonai escritas juntamente con las consonantes del Tetragrámaton YHWH (para indicar que YHWH debía ser pronunciado Adonai, como era la práctica judía del tiempo de los masoretas). Esto sería un error exactamente del mismo tipo como leer el Qeri perpetuum de la tercera persona singular femenina como hiw.